# Sara Schwardt
Sara Ingeborg Schwardt  (geborene Ljungcrantz; * 15. Juni 1958 in der Gemeinde Skänninge in der schwedischen Provinz Östergötland) ist eine schwedische Schriftstellerin.
Sara Schwardt ist die Tochter der Lehrassistenten Hugo und Stina Ljungcrantz, geborene Petersson. Im Alter von zwölf Jahren schrieb Schwardt Astrid Lindgren. Sie wollte diese um eine Filmrolle bitten. Das war der Beginn einer fast 30-jährigen Korrespondenz zwischen Lindgren und Schwardt, die damals Ljungcrantz hieß. Diese Korrespondenz erschien 2012 unter dem Titel Deine Briefe lege ich unter die Matratze (Dina brev lägger jag under madrassen). Das Buch wurde in mehrere Sprachen, darunter Deutsch, Dänisch, Japanisch, Georgisch, Norwegisch, Polnisch und Russisch übersetzt. 2017 folgte das Buch Kära Astrid, det är jag igen – Brev utan svar (wörtlich: Liebe Astrid, da bin ich wieder. Briefe ohne Antwort), welches jedoch nicht in deutscher Sprache erschien.
Schwardt arbeitete 2019 als Fremdenführerin und Ausstellungsleiterin im Filmdorf Småland in Mariannelund, einem Filmmuseum.
Sara Schwardt war von 1987 bis 2001 ein erstes Mal verheiratet. Aus dieser Ehe stammen drei Kinder. 2017 heiratete sie erneut.